# 鳳鳴車站
鳳鳴車站是一個在臺灣新北市鶯歌區內設置、臺灣鐵路公司縱貫線的鐵路車站。臨時站在2024年11月30日啟用，位置於新北市鶯歌區鳳鳴里鳳一路2號（鳳一路與鶯歌路至龍七路間區域）。永久站則在細部規劃中，約位於鳳一路與龍三路至龍五路口間區域，在大湖路鳳鳴里平交道北側，鳳福、鳳鳴與大湖三個里的交界處。
本站的建設計畫為桃園都會區鐵路地下化計畫的一部分，是該計畫五座新增車站中最先通車者，也是其中唯一不位於桃園市的車站。

## 車站概要
本站位於新北市鶯歌區鳳鳴重劃區，為簡易站，僅停靠區間車，並指定桃園車站為管理站。

## 車站構造
臨時站為地面車站，有側式月台兩座各寬3公尺，月台位於地下一層，兩座(北上、南下)月台各設有一座手扶梯與一座無障礙電梯。站內無通過軌無法進行列車避讓。
車站大廳有兩部自動售票機與一個人工售票櫃台，站內進出各為兩條通道使用多卡通讀卡系統(新式台鐵QR碼車票通用)無票閘門設計。站內提供飲水機、充電座，也有洗手間方便旅客使用。
永久站設計為地下車站，預計興建島式月台寬8公尺、側式月台寬4公尺各一座。

## 歷史
臨時站於2024年11月30日啟用。

## 利用狀況
根據2024年資料，本站每日旅運量約為3,317，在台鐵各站中排行第72名。
| 年   | 年間   | 年間   | 年間    | 年間  | 1日平均 | 1日平均 |
| 年   | 上車   | 下車   | 上下車  | 來源  | 上車    | 上下車  |
| ---- | ------ | ------ | ------- | ----- | ------- | ------- |
| 2024 | 53,552 | 52,592 | 106,144 | [ 6 ] | 1,674   | 3,317   |

1. 1 2  2024年11月30日開始營業，以32日計算

## 圖片集

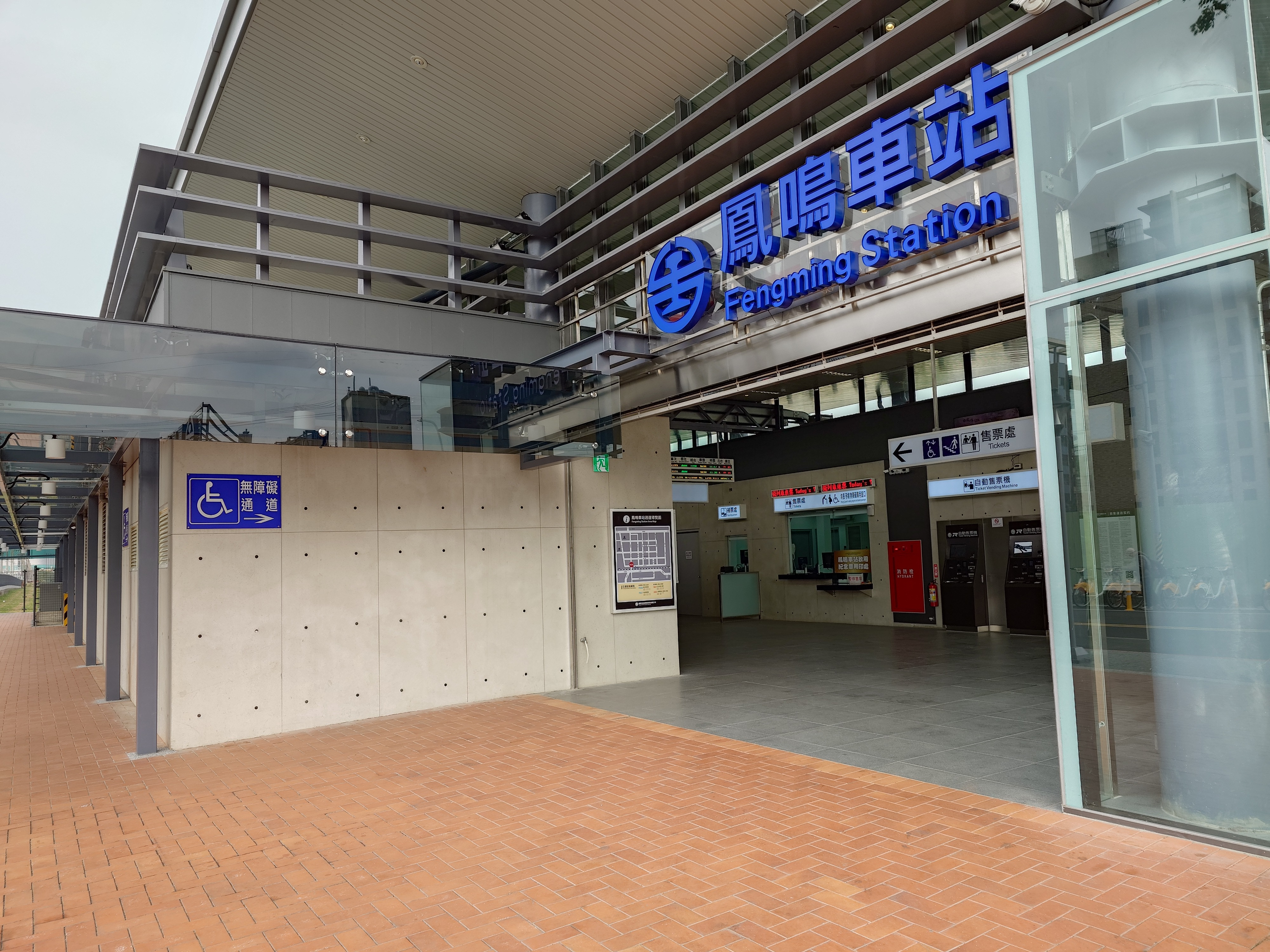
臨時車站大門(日間)
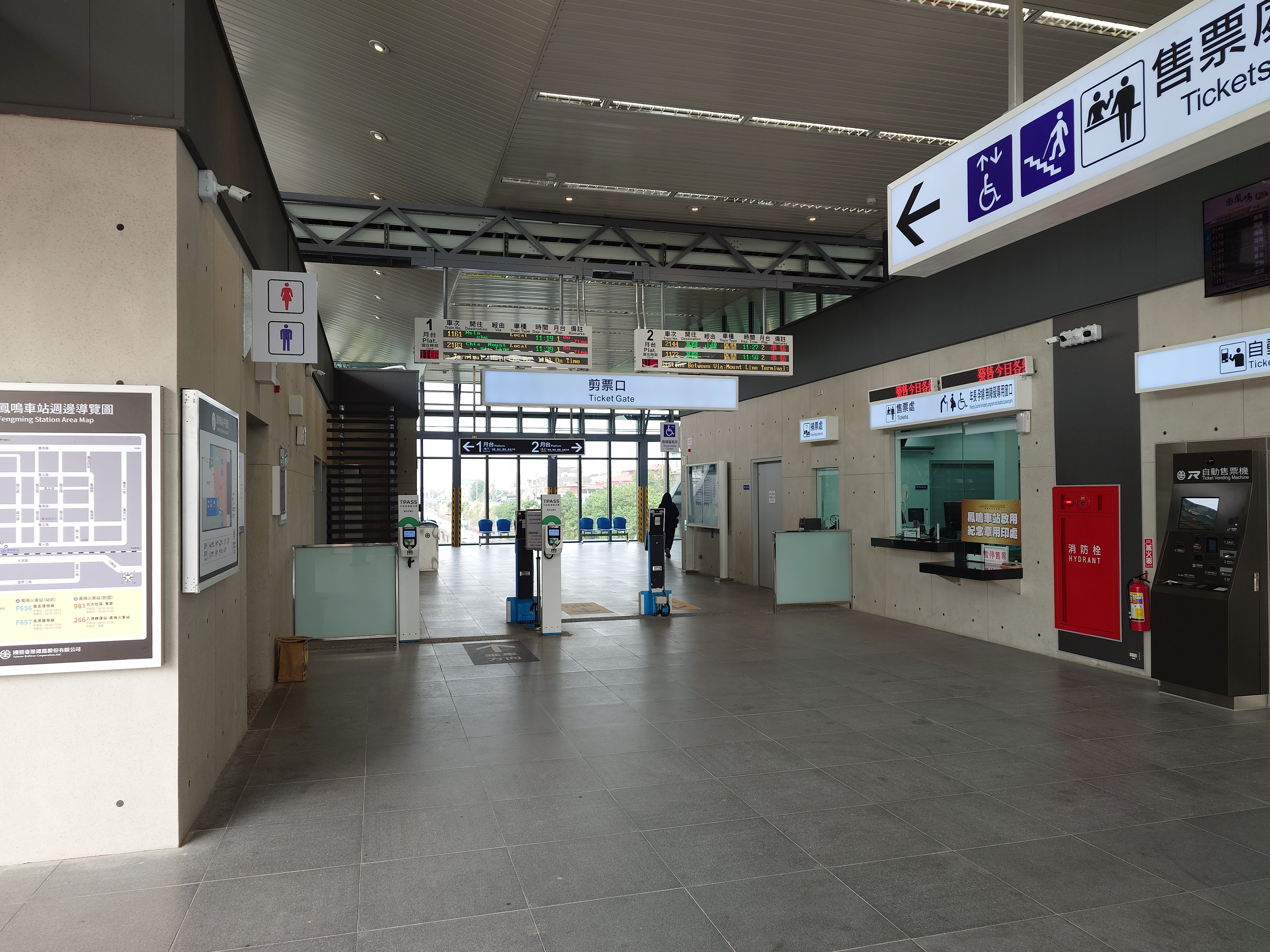
臨時車站大廳
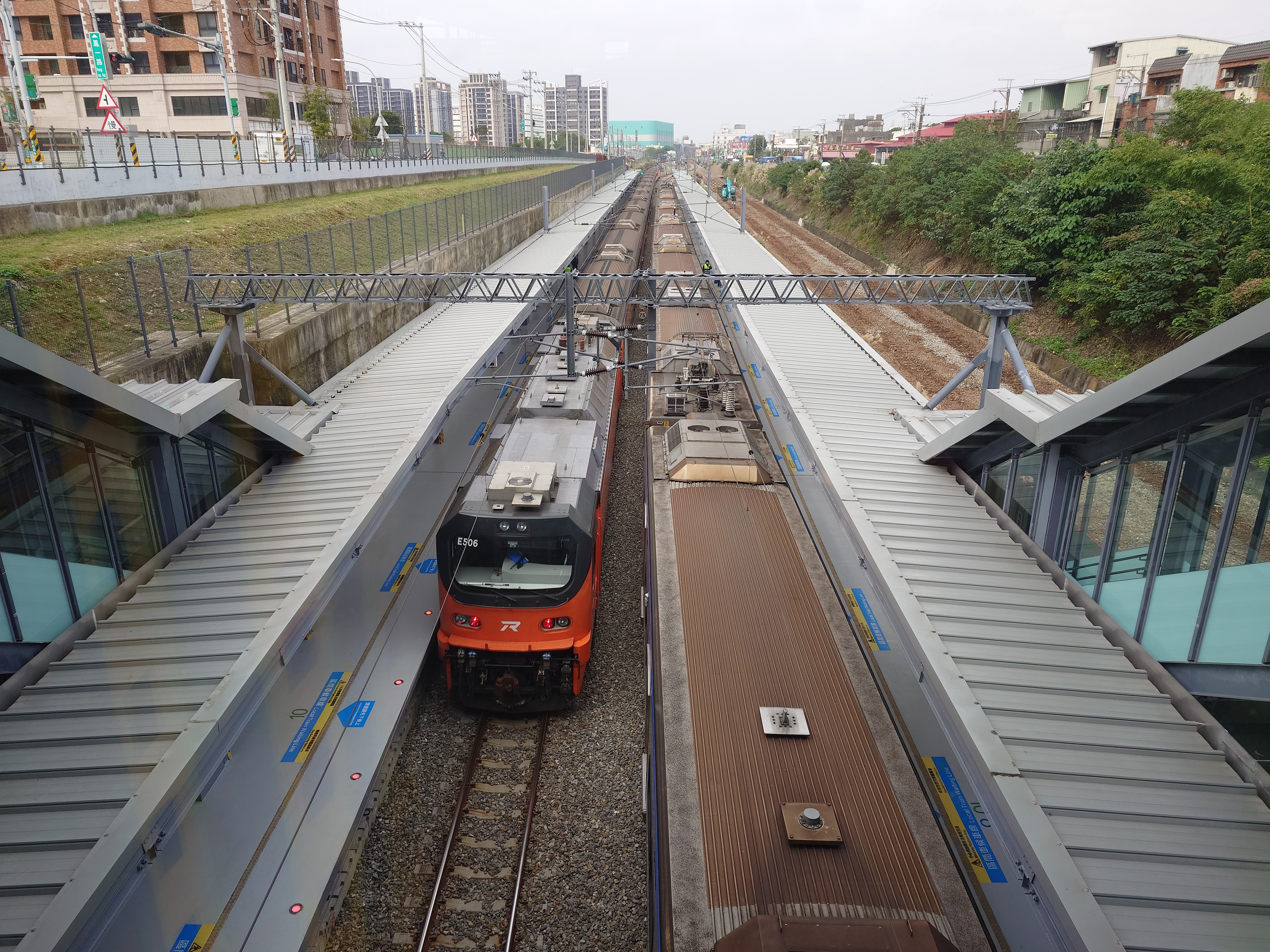
車站大廳望向月台
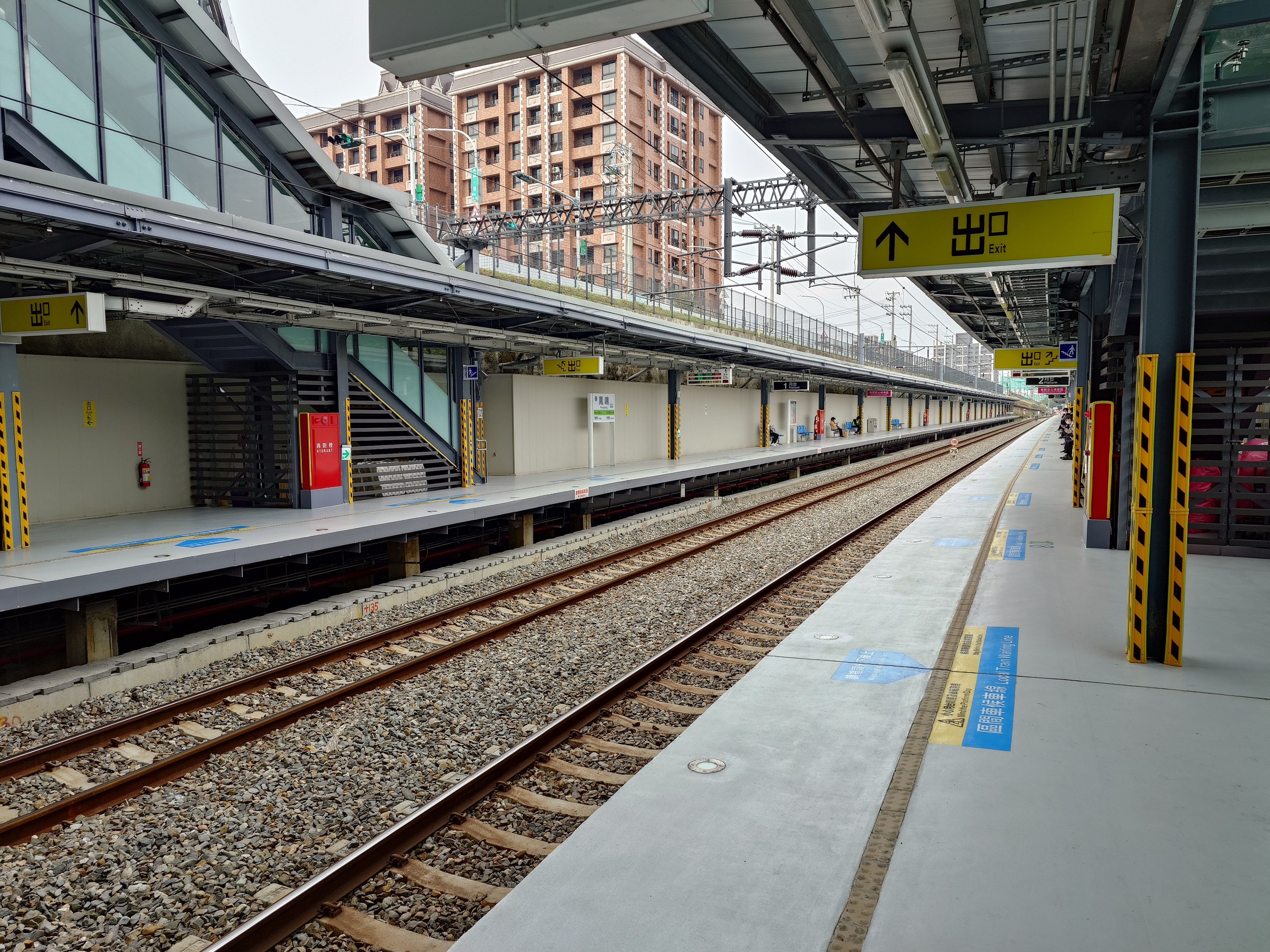
月台
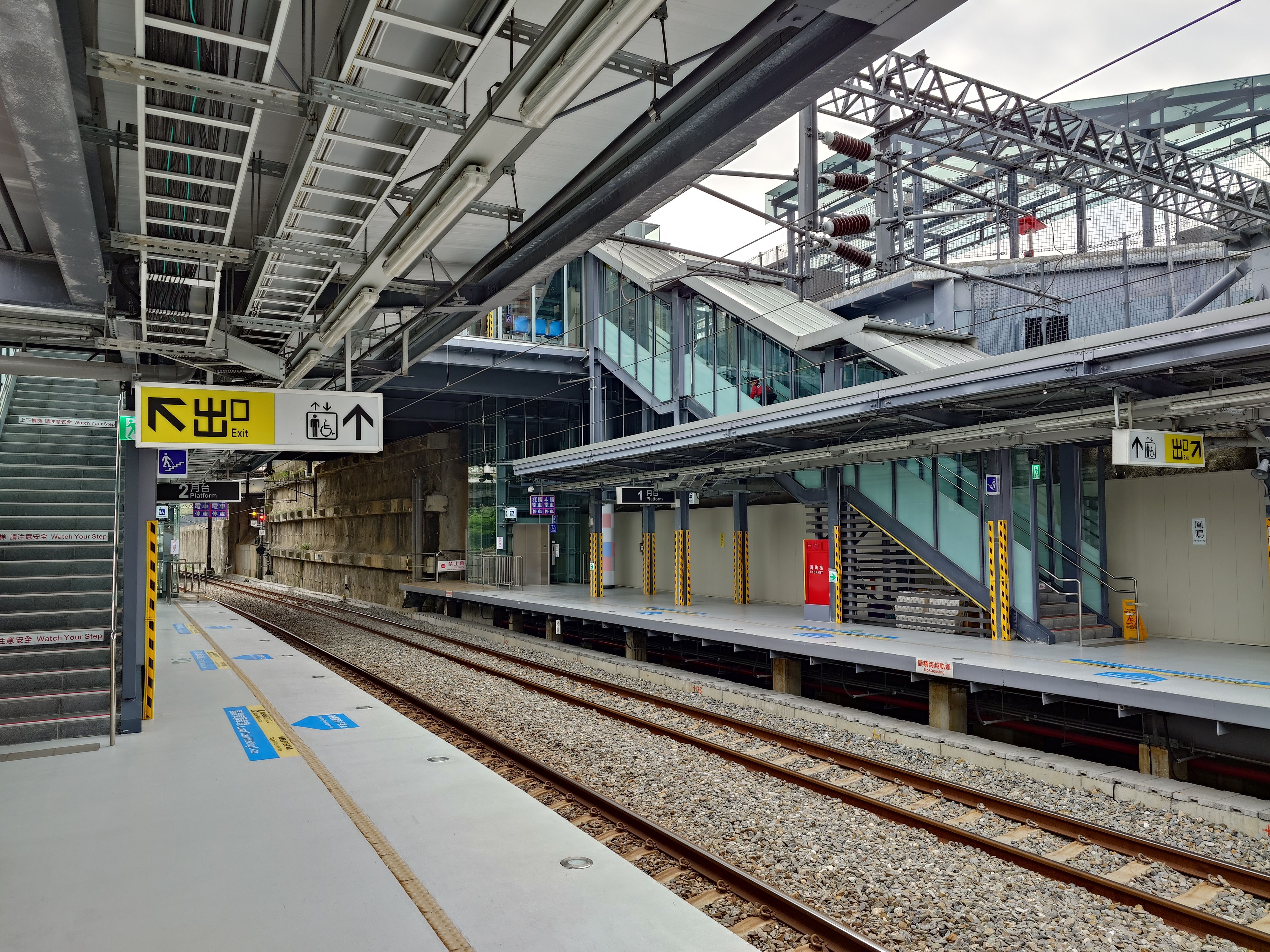
月台2(手扶梯後的無障礙電梯)
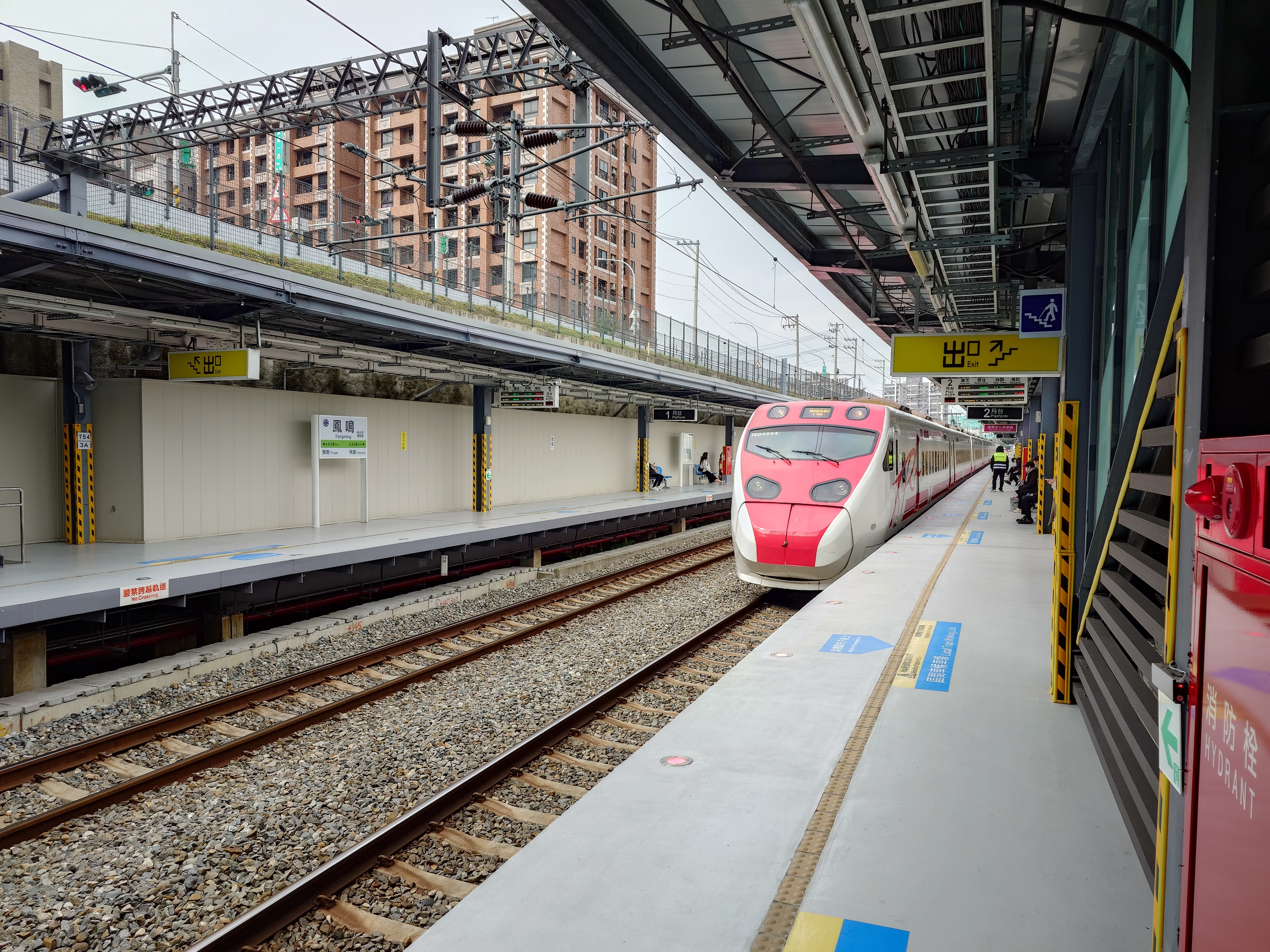
一列普悠瑪自強號通過北上月台
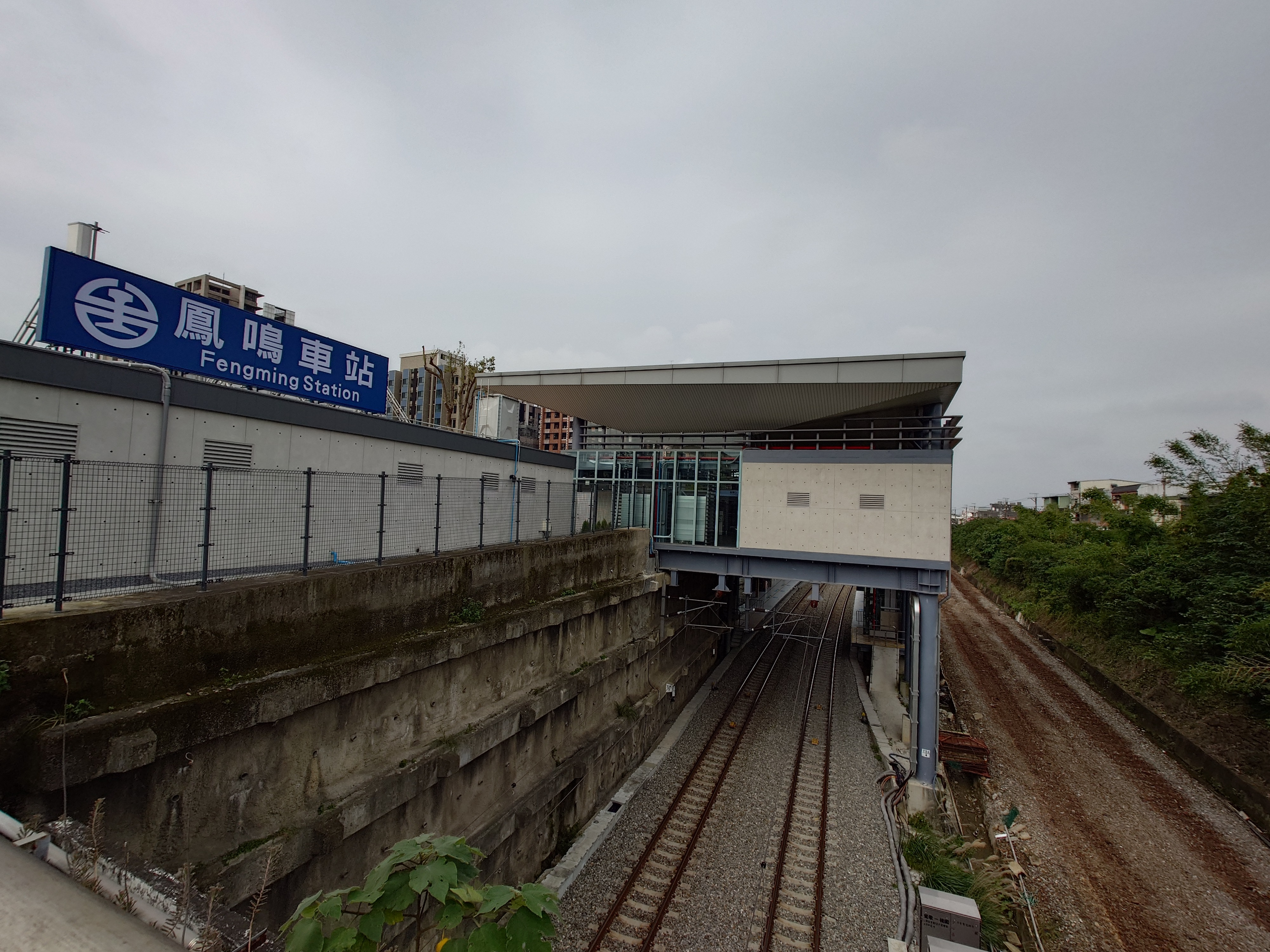
從鳳鳴陸橋上拍攝車站外觀
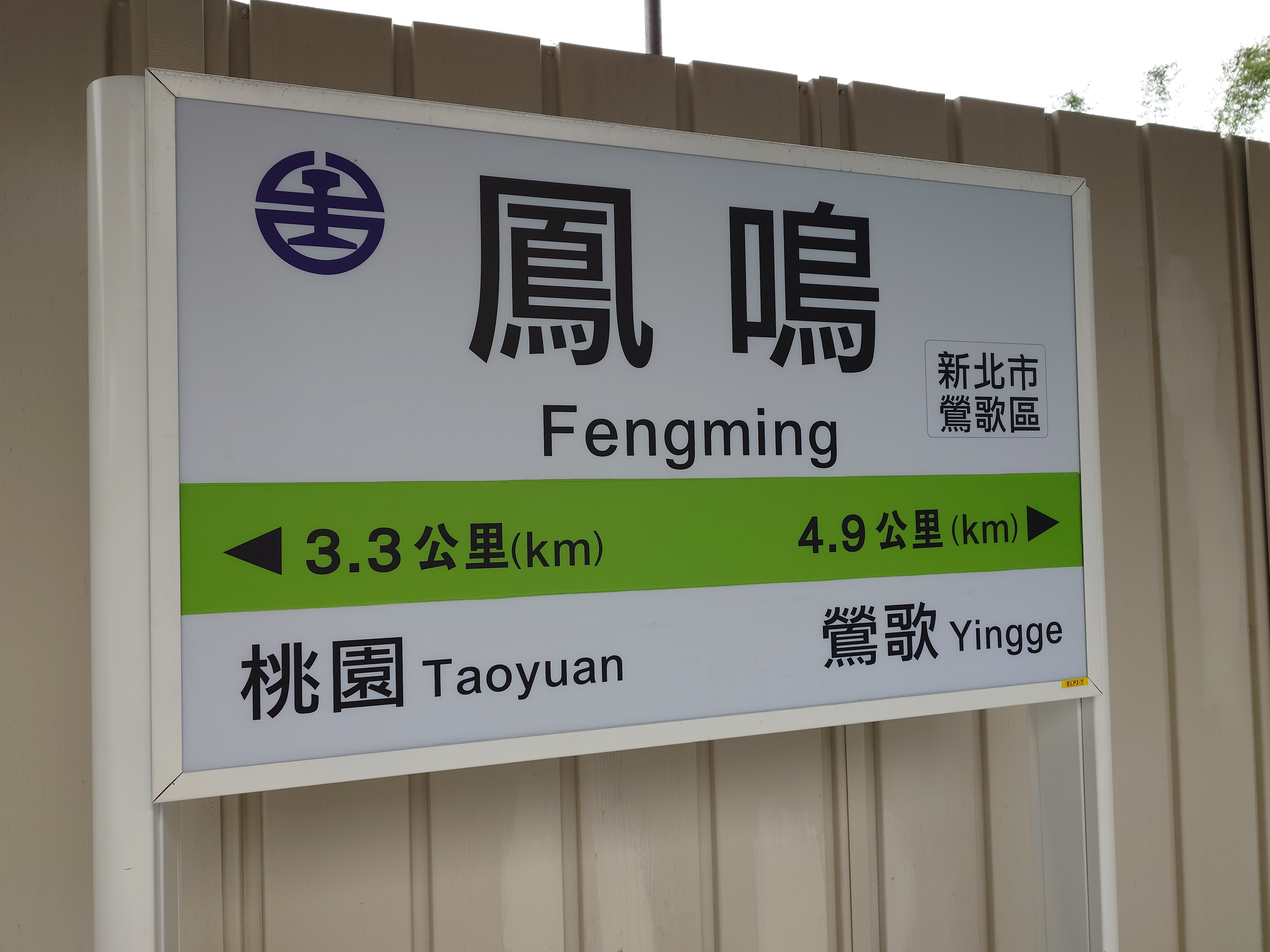
鄰近車站里程標示牌
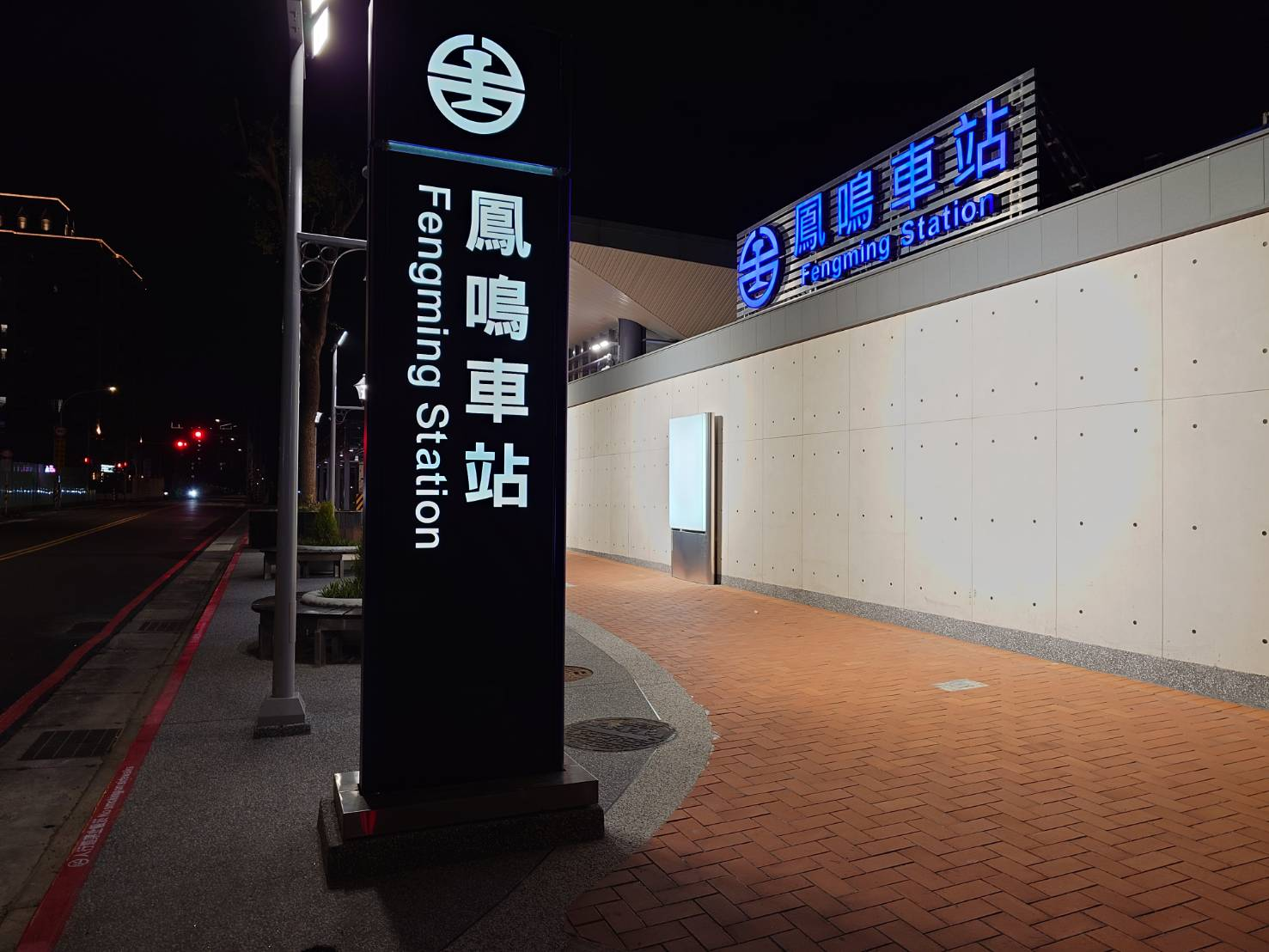
鳳鳴臨時車站(夜間)
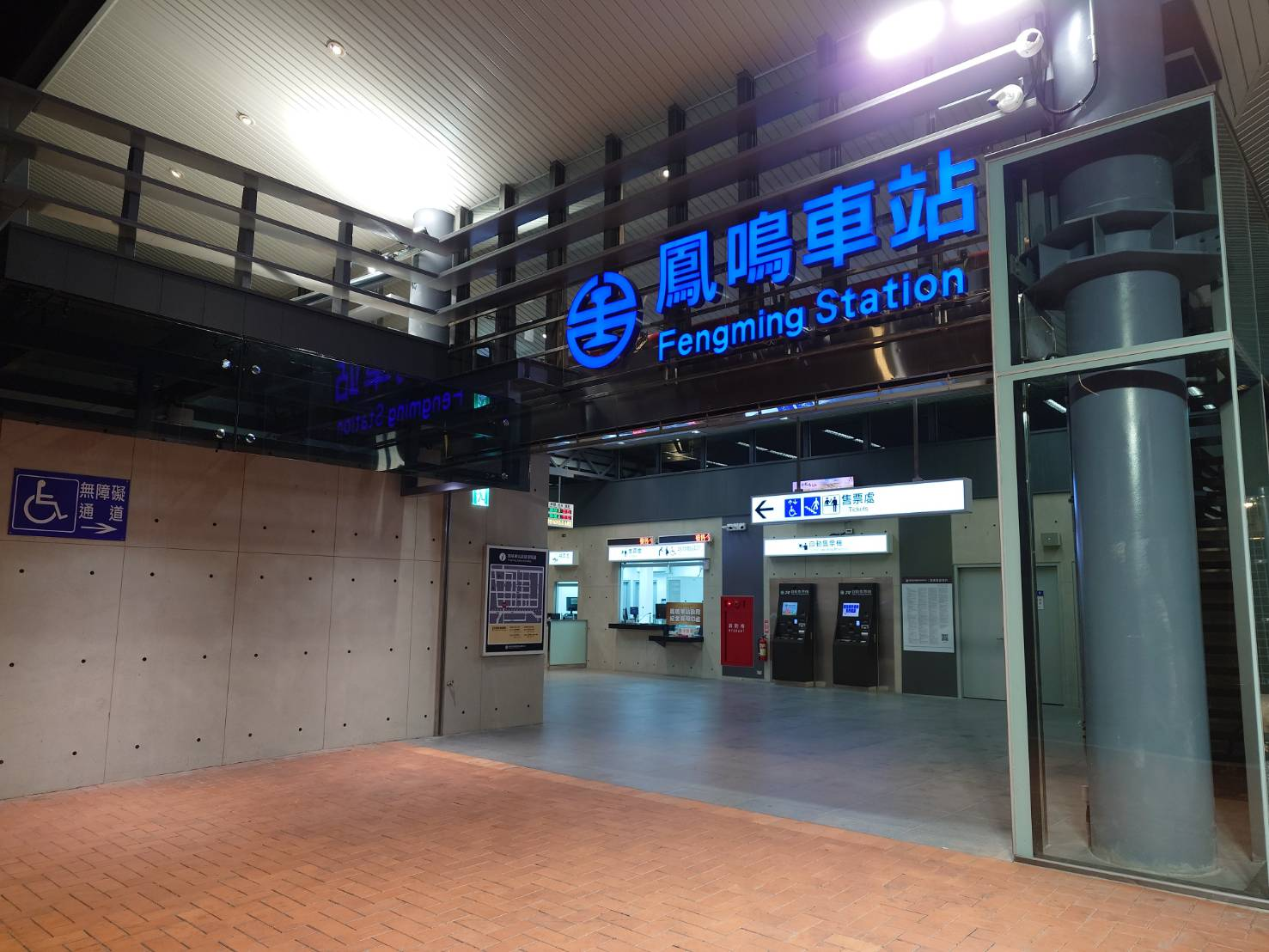
臨時車站大門(夜間)
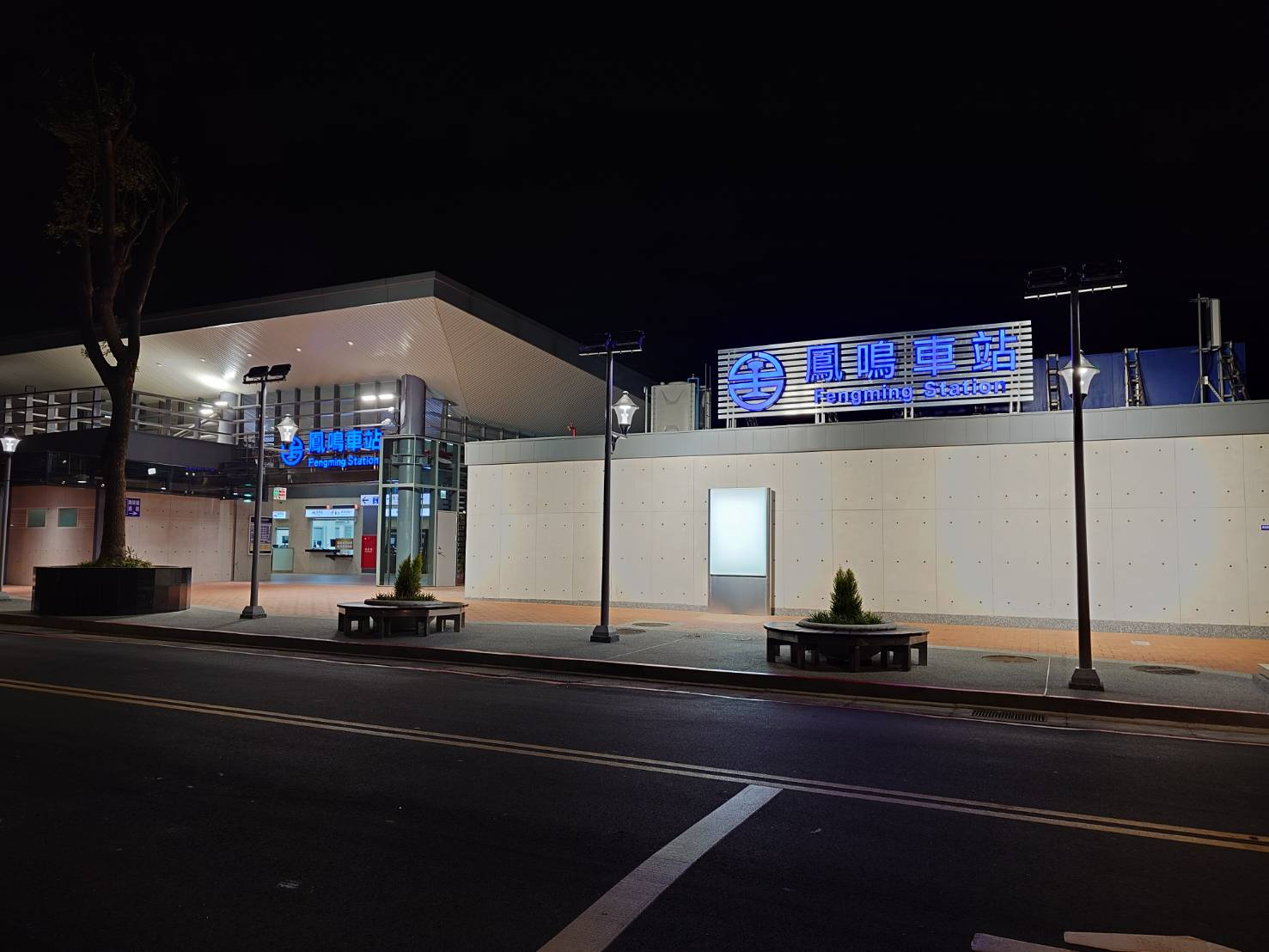
鳳鳴臨時車站(夜間)

## 交通
- 新北捷運
  -  三鶯線：鶯桃福德站（站外轉乘）

## 外部連結
- 國營臺灣鐵路股份有限公司 – 鳳鳴車站（页面存档备份，存于）
- 臺鐵都會區捷運化桃園段地下化建設計畫（臺灣鐵路股份有限公司） （页面存档备份，存于）